# Țvitkove
Țvitkove (în ucraineană Цвіткове) este o așezare de tip urban din raionul Horodîșce, regiunea Cerkasî, Ucraina. În afara localității principale, nu cuprinde și alte sate.

## Demografie
Componența lingvistică a așezării de tip urban Țvitkove
     Ucraineană (96,65%)
     Rusă (2,36%)
     Alte limbi (0,45%)
Conform recensământului din 2001, majoritatea populației așezării de tip urban Țvitkove era vorbitoare de ucraineană (96,65%), existând în minoritate și vorbitori de rusă (2,36%).